# Sofitel
Sofitel é uma rede hoteleira que pertence à Accor, empresa francesa e uma das maiores redes de hoteis mundiais. 
O primeiro hotel Sofitel foi fundado em Estrasburgo, em 1964.
Sofitel está presente em 200 hotéis nos cinco continentes. Os hotéis Sofitel são conhecidos como os hotéis de luxo. Tem unidades nas principais cidades de negócios como Paris, Nova York e Bangcoc e em destinos de lazer como Indonésia, Polinésia e Brasil. 

## Ver Também

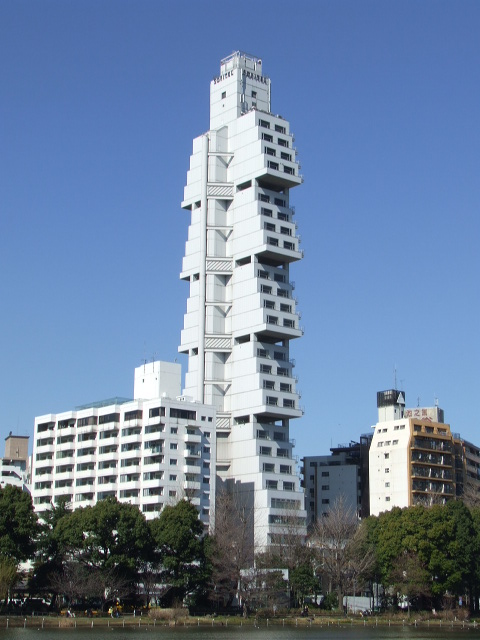
Sofitel em Tóquio.

- Accor
- Sofitel Jequitimar Guarujá